# Гордиан I
Марк Антоний Гордиан Семпрониан Римски Африкански (на латински: Marcus Antonius Gordianus Sempronianus Romanus Africanus), известен като Гордиан I e римски император в продължение на 21 дни – от 22 март до 12 април 238 г. Управлявал заедно с едноименния си син Гордиан II през т.нар. Година на шестимата императори.

## Произход
Гордиан произхожда от Северна Африка, роден през ок. 159 г. в богато и влиятелно семейство с коннически ранг. Съдейки по името Гордиан, вероятно родът му води произхода си от Фригия в Мала Азия, а „Семпрониан“, предполага връзка с рода на братята Гракхи (Семпронии). Има роднинска връзка и с император Траян.
Въпреки личната си скромност, Гордиан I е едно от най-богатите частни лица в империята. Късното му влизане в политиката говори за неговото нежелание да се замесва в сложните интриги съпътстващи такава кариера. До времето на Каракала е по-известен с литературните и реторически занимания, автор е на епическа поема в чест на този император. Служи като военен командир на легион в Сирия и като управител на Британия в 216 г. В края на управлението на Северите е губернатор (проконсул) в Северна Африка, където се прочува със своята справедливост и пищните зрелища, които организира по празниците.

## Издигане за император
Тежките данъци и като цяло недоволството при управлението на Максимин Трак, довеждат до бунт в Картаген и издигането на Гордиан I за император.
Въпреки нежеланието си той е принуден почти насила да приеме властта. Гордиан I вероятно е най-възрастния римски император, при възкачването си наближавал 80 години. Поради напредналата му старост той буквално не може да издържи тежестта на пурпурната императорска мантия, с която го намятат, и се строполява под нея.
Веднага след издигането му, за помощник и съимператор Гордиан I взима своя син Гордиан II. В Рим Сената е въодушевен, бързо признава Гордианите за законни владетели, а Максимин, императора-варварин, е обявен извън закона. Щом научава новината, последният напуска Рейнския лимес и се отправя към Италия за да се разправи със заговорниците. Скоро обаче губернаторът на Нумидия Капелиан, стар враг на Гордиановото семейство и привърженик на Максимин Трак, тръгва начело на армия към град Картаген. Гордиан II е изпратен да предизвика противника, но е победен и загива в битката. Научавайки за това, Гордиан I се самоубива като се обесва.